# Вортвин фон Хоенберг
Вортвин фон Хоенберг (на немски: Wortwin von Hohenberg; Wortwin (Ortwin) von Hohenberch, »Wortwin von Steden«; * ок. 1140 – 1150; † сл. 1200, пр. 1211) от фамилията Изенберг, е господар на замъка Бад Хомбург фор дер Хьое.

## Биография
Той е единственият син на Ортвин фон Хоенберг († сл. 1145) и съпругата му Гуда фон Кибург, дъщеря на граф Емих в Наегау, Шмидтбург и Кирбург († 1140). Внук е на граф Герлах фон Изенбург († сл. 1142/1147), фогт на Трир и съпругата му Юта фон Аре.
Вортвин е вероятно в свитата на император Фридрих Барбароса (1152 – 1190). Около 1180 г. той построява първата къща, където днес се намира дворец Бад Хомбург. Така той е смятан за вероятен основател на днешния град Бад Хомбург фор дер Хьое.

## Фамилия
Вортвин се жени за Аделхайд фон Хаген, дъщеря на Еберхард Варо фон Хаген (1140 – 1219) и втората му съпруга Юта фон Хойзенщам († сл. 1232). Те имат две деца:
- Хайнрих
- Елизабет, омъжена за Херборд фон Праунхайм, имперски министер (* ок. 1145)